# Brillantaisia
- Commons
- Wikispecies

Brillantaisia P.Beauv., segundo o Sistema APG II, é um gênero botânico da família Acanthaceae, natural da África e Madagascar.

## Sinonímia
- Leucoraphis Nees
- Plaesianthera (C.B. Clarke) Livera
- Ruelliola Baill.

## Espécies
| - Brillantaisia alata - Brillantaisia anomala - Brillantaisia bagshawei - Brillantaisia bauchiensis - Brillantaisia borellii - Brillantaisia cicatricosa - Brillantaisia debilis - Brillantaisia dewevrei - Brillantaisia didynama - Brillantaisia emini - Brillantaisia fulva - Brillantaisia grandidentata - Brillantaisia grottanellii - Brillantaisia hirsuta - Brillantaisia kirungae | - Brillantaisia lamium - Fia-de-mina-grande, Fia-fôgô - Brillantaisia lancifolia - Brillantaisia leonensis - Brillantaisia madagascariensis - Brillantaisia mahoni - Brillantaisia majestica - Brillantaisia molleri - Brillantaisia nitens - Brillantaisia nyanzarum - Brillantaisia oligantha - Brillantaisia owariensis - Mamblembê - Brillantaisia palisotii - Brillantaisia patula - Brillantaisia preussii - Brillantaisia pubescens | - Brillantaisia riparia - Brillantaisia rutenbergiana - Brillantaisia salviflora - Brillantaisia schumanniana - Brillantaisia soyauxii - Brillantaisia spicata - Brillantaisia stenopteris - Brillantaisia subcordata - Brillantaisia subulugurica - Brillantaisia talbotii - Brillantaisia thwaitesii - Brillantaisia ulugurica - Brillantaisia verruculosa - Brillantaisia vogeliana |

- «Lista completa»

## Nome e referências
Brillantaisia P.Beauv., 1818

## Classificação do gênero
| Sistema | Classificação                       | Referência            |
| ------- | ----------------------------------- | --------------------- |
| APG II  | Ordem Lamiales, família Acanthaceae | APweb, versão 9, 2008 |